# Powiat Bruck-Mürzzuschlag
Powiat Bruck-Mürzzuschlag (niem. Bezirk Bruck-Mürzzuschlag) – powiat w Austrii, w kraju związkowym Styria. Utworzony 1 stycznia 2013 z połączenia powiatu Bruck an der Mur i powiatu Mürzzuschlag. Siedzibę administracyjną stanowi miasto Bruck an der Mur. Zamieszkuje go 98 534 osób (1 stycznia 2023).

## Podział administracyjny
Powiat podzielony jest na 19 gmin, w tym pięć gmin miejskich (Stadt), dziesięć gmin targowych (Marktgemeinde) oraz cztery gminy wiejskie (Gemeinde).
| Miasta 1. Bruck an der Mur (15 970) 2. Kapfenberg (22 182) 3. Kindberg (8183) 4. Mariazell (3718) 5. Mürzzuschlag (8047) | Gminy targowe 1. Aflenz (2431) 2. Breitenau am Hochlantsch (1597) 3. Krieglach (5403) 4. Langenwang (3872) 5. Neuberg an der Mürz (2334) 6. Sankt Barbara im Mürztal (6518) 7. Sankt Lorenzen im Mürztal (3784) 8. Sankt Marein im Mürztal (2816) 9. Thörl (2200) 10. Turnau (1556) | Gminy 1. Pernegg an der Mur (2548) 2. Spital am Semmering (1783) 3. Stanz im Mürztal (1807) 4. Tragöß-Sankt Katharein (1785) |